# Shorland S600
Shorland S600 — бронетранспортёр, разработанный североирландской фирмой Short Brothers plc и производящийся австралийской фирмой Tenix Defence Systems Pty Ltd.

## Компоновка
В носовой части корпуса размещается 6-ти цилиндровый дизельный двигатель Mercedes-Benz. За силовым отделением размещены рабочие места водителя и командира. Десант размещается на скамейках вдоль обоих бортов машины. Для выхода и посадки десанта в вертикальной корме имеется двустворчатая дверь, открывающаяся вертикально, образуя навес и ступеньку.

## Защищенность
Броневой корпус обеспечивает защиту экипажа от стрелкового оружия и осколков малокалиберных мин. Передняя деталь корпуса вертикальная, капот двигателя смыкается с лобовым листом, в котором установлены лобовые смотровые стекла водителя и командира. Передняя зона каждого борта оборудована окном. Оба борта оборудованы двустворчатыми открывающимися вверх и вниз дверками. Бронетранспортёр имеет горизонтальную крышу. 

## Огневая мощь
В специальных контейнерах на крыше могут быть установлены: 7,62-мм или 12,7-мм пулеметы, боекомплект - 1000 патронов, 40-мм автоматический гранатомет. 

## Подвижность
Бронетранспортер оснащен 6-ти цилиндровым дизельным двигателем Mercedes-Benz с промежуточным охлаждением, мощностью 214 л.с. Ходовая часть машины выполнена по колёсной формуле 4 × 4 и оборудована системой централизованной регулировки давления в шинах. Максимальная скорость по шоссе - 110 км/час, запас хода по шоссе - 1000 км, запас топлива - 640 л. Преодолеваемые препятствия: стенка - 0,5, брод - 1,2 м, подъём - 30 град. 

## Оборудование
Передняя лебедка, обогреватель, противопожарная система, система защиты от ОМП, приборы ночного видения и система навигации. 

## Модификации
На базе бронетранспортера выпускаются: 
- машина разграждения;
- санитарная машина;
- самоходный 81-мм миномет;
- командно-штабная машина;
- подвижный наблюдательный пункт артиллерии| Бронетехника | Это заготовка статьи о бронетехнике. Помогите Википедии, дополнив её. |